# قسم سردار جنغل الريفي (مقاطعة فومن)
قسم سردار جنغل الريفي (بالفارسية: دهستان سردار جنگل) هي منطقة سكنية تقع في Sardar-e Jangal District في إيران. يقدر عدد سكانها بـ 8,621 نسمة .